# Fabián (pivo)
Fabián je pivo z pivovaru Hostomice pod Brdy, které se točí od roku 2014. Současný sládek Štěpán Kříž po rekonstrukci starého a chátrajícího pivovaru nejčastěji nabízí světlý dvanáctistupňový ležák, světlou výčepní desítku a tmavý čtrnáctistupňový speciál.
Jméno "Fabián" je odvozeno od vládce brdských lesů Fabiána.

## Ocenění
Během své existence získalo pivo Fabián několik cen, například třetí místo na Zlaté pivní pečeti v Táboře v kategorii "světlé výčepní z minipivovaru" a cenu za nejlepší nově otevřený pivovar roku 2014.